# Cyparium achardi
Cyparium achardi (лат.) — вид жуков-челновидок (Scaphidiinae) рода Cyparium из семейства жуков-стафилинид. Бразилия.

## Описание
Мелкие жесткокрылые: длина тела от 3,0 до 3,4 мм. От близких видов отличаются следующими признаками: полностью чёрные, с более светлыми латеральными участками некоторых вентральных склеритов; глаза длинные; гипомерон и метавентрит гладкие; метанэпистерн и метэпимерон с черепитчатой микроскульптурой. Тергит VIII самцов грубо пунктирован; эдеагус сильно склеротизован, вершина и парамеры короткие. Дистальные гонококситы самок прямые и толстые. Блестящие, коричневато-чёрные. Надкрылья покрывают все сегменты брюшка, кроме нескольких последних. Формула члеников лапок: 5—5—5. Микофаги, собраны на грибах Marasmiellus volvatus (Агариковые, Негниючниковые), Marasmius haematocephalus (Agaricales, Marasmiaceae), Leucocoprinus ianthinus (Шампиньоновые), L. cepistipes, Leucoprinus sp., Гигроцибе sp. (Гигрофоровые), Белошампиньон (Leucoagaricus).

## Таксономия и этимология
Вид был впервые описан в 2022 году и назван в честь энтомолога Julien Achard (1881—1925) за его крупный вклад в изучение неотропических жуков-челновидок Scaphidiinae.